# Balanus
|  | Aquest article tracta sobre Balanus, un cabdill gal. Vegeu-ne altres significats a «Balanus (crustaci)». |

Balanus fou un cabdill gal de més enllà dels Alps. És conegut perquè el 169 aC va oferir als romans un cos auxiliar per combatre en la tercera guerra contra el Regne de Macedònia.